# Leucopholis niasiana
Leucopholis niasiana är en skalbaggsart som beskrevs av Brenske 1893. Leucopholis niasiana ingår i släktet Leucopholis och familjen Melolonthidae. Inga underarter finns listade i Catalogue of Life.